# Кирхмайер, Кальман
Кальман Бодог Кирхмайер (венг. Kálmán Bódog Kirchmayer; 15 ноября 1897, Жешув, Австро-Венгрия — 6 ноября 1990, Будапешт) — венгерский теннисист. Участник летних Олимпийских игр 1924 года.

## Биография
Кальман Кирхмайер родился 15 ноября 1897 года в австро-венгерском городе Жешув (сейчас в Польше).
В школьные годы перебрался в Трансильванию, а позже в Будапешт.
После обучения стал морским офицером, служил в Королевской флотилии в Будапеште.
Выступал в теннисных соревнованиях за будапештский «Мадьяр».
В 1924 году вошёл в состав сборной Венгрии на летних Олимпийских играх в Париже. В одиночном разряде в 1/64 финала проиграл Карлу Веннергрену из Швеции — 6:8, 2:6, 4:6. В парном разряде вместе с Лайошем Гёнцем проиграли в 1/32 финала Дику Уильямсу и Уотти Уошберну из США — 1:6, 0:6, 0:6.
В 1926 году выступал за сборную Венгрии в Международном теннисном вызове. Во втором раунде, где венгры в Барселоне победили Аргентину — 3:2, в матче парного разряда вместе с Белой фон Керлингом проиграл Энрике Обаррио и Гильермо Робсону — 2:6, 4:6, 3:6.
Во время Второй мировой войны поступил на службу в армию и командовал ротой в Будапеште и Сомбатхее.
После войны работал в текстильной фирме «Минерва».
Умер 6 ноября 1990 года в Будапеште.